# Friedhelm Schneider (Fußballspieler)
Friedhelm Schneider (* 16. Januar 1953) ist ein ehemaliger deutscher Fußballspieler. Mit Chemie Leipzig und Chemie Böhlen spielte er in den 1970er und 1980er Jahren in der DDR-Oberliga, der höchsten Spielklasse im DDR-Fußball. Er ist zweifacher DDR-Juniorennationalspieler.

## Sportliche Laufbahn
Als Spieler des 1. FC Lokomotive Leipzig bestritt Friedhelm Schneider zu Beginn der Fußballsaison 1970/71 zwei Länderspiele mit der DDR-Juniorennationalmannschaft, in denen er als Mittelfeldspieler eingesetzt wurde. Zur Saison 1971/72 wechselte er zum Lokalrivalen BSG Chemie Leipzig in die zweitklassige DDR-Liga. Dort gab er sein Punktspieldebüt am 5. Spieltag und brachte es schließlich auf zehn Punktspieleinsätze und einem Tor. Als Staffelsieger nahm die BSG Chemie an der Aufstiegsrunde zur Oberliga teil, in der sie sich für die DDR-Eliteliga qualifizierte. Von den acht Aufstiegsspielen bestritt Schneider sieben Partien. In seiner ersten Oberligaspielzeit 1972/73 wurde er in 15 Punktspielen überwiegend im Mittelfeld eingesetzt. 1973/74 kam er von Beginn an in der Oberliga zum Einsatz und bestritt bis zum 14. Spieltag alle Begegnungen, in denen er auch seine ersten drei Oberligatore erzielte. In den restlichen Rückrundenspielen wurde er noch in zwei Oberligaspielen eingesetzt. Chemie Leipzig stieg am Saisonende wieder aus der Oberliga ab. In der DDR-Liga-Saison 1974/75 kam er erst am 14. Spieltag zum Einsatz und wurde nur in drei Punktspielen aufgeboten (1 Tor). Chemie schaffte die Rückkehr in die Oberliga, Schneider war zwar für den Oberligakader vorgesehen, kam aber nicht zum Einsatz.
Zur Saison 1976/77 wechselte Schneider zum DDR-Ligisten Chemie Böhlen. Ihm verhalf er mit 18 Punktspieleinsätzen (von 22), zwei Toren und der Teilnahme an sieben Aufstiegsspielen (von 8) sowie zwei weiteren Toren zum Aufstieg in die Oberliga. Dort kam er in der Spielzeit 1977/78 als Mittelfeldakteur in allen 26 Punktspielen zum Einsatz und war mit drei Toren erfolgreich. Damit hatte er auch einen wesentlichen Anteil am Klassenerhalt. Mit 21 Punktspielteilnahmen und erneut drei Toren war Schneider auch 1978/79 Stammspieler, konnte Böhlen aber nicht vor dem Abstieg bewahren. Obwohl für die DDR-Liga-Saison 1979/80 von Chemie Böhlen für die 1. Mannschaft im Aufgebot, wurde er dort bis zum Ende der Hinrunde in keinem Punktspiel eingesetzt.
Daraufhin kehrte Schneider zu Chemie Leipzig zurück, dessen Mannschaft zur Saison 1979/80 zum wiederholten Male in die Oberliga aufgestiegen war. Von den restlichen 13 Rückrundenspielen bestritt Schneider zehn Begegnungen, blieb aber torlos und stieg mit den Leipzigern nach 1974 zum zweiten Mal ab. Zum wiederholten Male war er wieder in der DDR-Liga gelandet und brachte es 1980/81 auf zwölf Punktspieleinsätze (4 Tore). Es langte nicht zum Wiederaufstieg, und in der DDR-Liga-Spielzeit 1981/82 spielte Schneider nur noch in der Hinrunde für Chemie Leipzig, wobei er in allen elf Ligaspielen eingesetzt wurde und zu zwei Torerfolgen kam.
In der Rückrunde der Saison 1981/82 bestritt er, wieder bei Chemie Böhlen im Kader, sechs DDR-Liga-Spiele (1 Tor). Mit der Mannschaft erreichte er erneut die Oberliga-Aufstiegsrunde, in der er wieder sieben der acht Spiele bestritt und Böhlen zum zweiten Mal zum Oberligaaufstieg verhalf. 1982/83 ging Schneider in seine sechste Oberligasaison. Bei Chemie Böhlen wurde er in 21 der 26 Punktspiele hauptsächlich im Mittelfeld eingesetzt und erzielte dabei drei Tore. Wie schon 1979/80 konnte sich Schneiders Mannschaft nur eine Saison lang in der Oberliga halten. Schneider bestritt mit Chemie Böhlen noch zwei Spielzeiten in der DDR-Liga, wo er 1983/84 21 der 22 Punktspiele absolvierte und mit sechs Treffern die meisten Saisontore im Männerbereich erzielte. 1984/85 wurde er nur noch elf von 34 Ligaspielen eingesetzt, kam zu keinem Torerfolg und beendete danach 32-jährige seine Laufbahn im höherklassigen Fußball.